# Anglo-kabarde
L'anglo-kabarde (russe : Anglo-Kabardinskaïa Porodnaïa Grouppa / anglo kabardinskaya), connu aussi sous le nom d'anglo-kabarda, est une race de chevaux de selle demi-sangs issue de croisements entre des Pur-sangs et des chevaux Kabardins, originaires des montagnes du Caucase, dans l'ancienne Kabardie.

## Dénomination
D'après l'écrivain Giacomo Giammatteo, le nom de cette race de chevaux en anglais, Anglo-Kabarda, fait appel à deux initiales en lettres majuscules, dans la mesure où la race est nommée d'après la république autonome de Kabardino-Balkarie.

## Histoire
La race est développée dans les années 1920 et 1930 aux haras de Malokarachaevski et Malkin, à partir du Kabardin et du Karachai. Les étalons Pur-sang fondateurs de la race sont Lestorik, Lukki, et Lok-Sen, des animaux bais et bai-bruns. 
L'objectif est de produire un cheval plus grand et plus rapide que le Kabardin, mais néanmoins adapté au climat de la région russe du nord du Caucase, et capable de se déplacer sur des terrains montagneux.

## Description
La morphologie est légère, avec un type demi-sang. La taille va de 1,59 m à 1,62 m d'après CAB International, de 1,52 m à 1,64 m selon le guide Delachaux. Pour être considéré comme anglo-kabarde, l'animal doit avoir entre 25 et 75 % d'origines Pur-sang. En apparence, la race ressemble plus au Pur-sang qu'au Kabardin. La tête est de profil convexe, comme chez le Kabardin. L'encolure est longue,. L'épaule est inclinée, le dos est droit et court, la croupe légèrement inclinée. Les jambes sont longues, avec des articulations bien développées.
La robe peut être unie, généralement baie, bai-brun ou noire, mais aussi pie. Les marques blanches sont possibles.
Ces chevaux se sont adaptés au climat caucasien, vivent en extérieur toute l'année et se déplacent en montagne. Ces chevaux sont considérés comme étant à la fois énergiques et dociles.

## Utilisations
Il est utilisé comme cheval de selle dans les montagnes du Caucase. Il est aussi monté aux épreuves nationales et olympiques d'équitation.

## Diffusion de l'élevage
La race est propre au Nord du Caucase, et est considérée comme commune, avec 6 300 têtes mentionnées par Bonnie Lou Hendricks en 2007. Elle se trouve en Russie et en Géorgie. La base de données DAD-IS n'indique pas de niveau de menace. L'étude menée par l'université d'Uppsala, publiée en août 2010 pour la FAO, le signale comme une race internationale à diffusion transfrontière.